# DDR-1
DDR-1 était une station de radio nationale est-allemande appartenant à la société de radiodiffusion Rundfunk der DDR. Elle avait une grille de programmes axée sur l'actualité, la politique et le divertissement. Émettant sur l'ensemble du territoire de la République démocratique allemande en modulation de fréquence (FM) et en moyenne fréquence, elle couvrait tous les aspects de la vie en RDA. Diffusée depuis les studios est-berlinois de la Funkhaus Nalepastraße, elle possédait également des studios annexes dans la plupart des grandes villes du pays.
La création de DDR-1 intervient au mois d'août 1953, lors de la restructuration de la Rundfunk der DDR décidée quelques semaines après les émeutes ouvrières ayant ébranlé le pays les 16 et 17 juin. Conçue pour être la radio nationale de la RDA, elle vient se joindre à l'offre radiophonique mise en place quelques années plus tôt par les autorités militaires soviétiques, laquelle comprend alors les stations Berliner Rundfunk et Deutschlandsender. De 1954 à 1955, la station prend le nom de Berlin zweites Programm (Berlin 2) tandis que Berliner Rundfunk est rebaptisée Berlin erstes Programm (Berlin 1).
Parmi les programmes les plus suivis figurent notamment la Schlagerrevue, une émission de hit-parade hebdomadaire diffusée à partir de 1958.
DDR-1 émet en moyenne fréquence (531, 558, 576, 603, 729, 882 et 1044 kHz) et en modulation de fréquence (FM) jusqu'en 1990. Au mois d'avril de cette même année, elle est rebaptisée Radio Aktuell et diffuse de la publicité pour la première fois de son histoire. Quelques mois plus tard, à la faveur de la réunification allemande, les fréquences de la station sont allouées à trois nouvelles entités : Mitteldeutscher Rundfunk (MDR), Ostdeutscher Rundfunk Brandenburg (ORB) et Norddeutscher Rundfunk (NDR). 